# Джекі Баєрд
Дже́кі Ба́єрд (англ. Jaki Byard), справжнє ім'я Джон А́ртур Ба́єрд-молодший (англ. John Arthur Byard, Jr.; 15 червня 1922, Вустер, Массачусетс — 11 лютого 1999, Нью-Йорк) — американський джазовий музикант-мультиінструменталіст, композитор і аранжувальник.

## Біографія
Народився 15 червня 1922 року у Вустері, штат Массачусетс. Його матір грала на фортепіано; батько грав на баритоні в парадному оркестрі. Брав приватні уроки гри на фортепіано у 1930—32 роках.
Почав виступати в Worcester Boys Club. З 1939 по 1941 роки грав у місцевих гуртах; потім з 1941 по 1946 — в армійському гурті. Грав у Бостоні з місцевими гуртами (1946—49), потім з Ерлом Бостичем (1949—50); з Джиммі Тайлером в Larry Steele's Smart Affairs (1950—52).
Грав на тенор-саксофоні з Гербом Помероєм (1952—55), грав сольно на фортепіано в клубі Stable в Бостоні (1953—55). Працював у Бостоні наприкінці 1950-х; потім грав з Мейнардом Фергюсоном (1959—1962). Став відомим завдяки роботі з Чарльзом Мінгусом з 1962 по 1965 роки і в 1970 році. Також грав і записувався в 1960-х з Еріком Долфі, Букером Ервіном, Доном Еллісом, Чарлі Маріано, Роландом Кірком; записувався з власними гуртами. З 1961 по 1972 випустив низку альбомів на Prestige (серед яких Hi-Fly, Here's Jaki і Out Front!) and other labels; they embody his finest work, with a rhythm section that included Richard Davis and Alan Dawson, though he never made a bad record. Наприкінці 1960-х грав сольно на фортепіано в клубі Village Gate в Нью-Йорку.
У середині 1970-х років чолював дует в клубі Bradley's в Нью-Йорку; з кінця 1970-х грав в біг-бенді Apollo Stompers. У 1970-х роках присвятив себе викладанню. З 1969 року викладав в консерваторії Нової Англії, з 1971 в Університеті Массачусетса; в Школі образотворчих мистецтв Елми Льюїс; з 1975 року в Музичному коледжі Гартта при Університеті Гартфорда; в Мангеттенській школі музики. Проводив семінари в Пітсбурзькому університеті, Смітсонівському інституті, Говардському університеті.
Помер 11 лютого 1999 року у себе вдома в Голліс, Квінс в Нью-Йорку у віці 76 років внаслідок стрілянини.

## Дискографія
- Blues for Smoke (Candid, 1960)
- Here's Jaki (New Jazz, 1961)
- Hi-Fly (New Jazz, 1962)
- Out Front! (Prestige, 1965)
- Freedom Together! (Prestige, 1966)
- On the Spot! (Prestige, 1967)
- Jaki Byard with Strings! (Prestige, 1968)
- Solo Piano (Prestige, 1969)
- The Jaki Byard Experience (Prestige, 1969)